# Wasserburg Schwarzach
Die Wasserburg Schwarzach, auch Schloss Schwarzach, Veste Schwarzach oder Neckarschwarzach genannt, ist eine zum Teil erhaltene Wasserburg am Rand von Schwarzacherhof, einem Ortsteil der Gemeinde Schwarzach im baden-württembergischen Neckar-Odenwald-Kreis.

## Geschichte

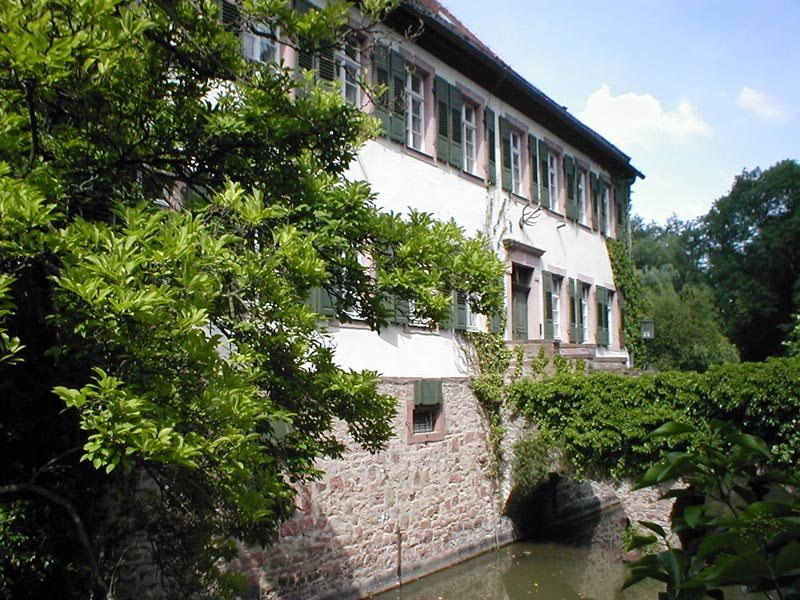
Das Herrenhaus der Burg

Vermutlich wurde die Wasserburg Schwarzach zu Beginn des 14. Jahrhunderts vom Bistum Worms erbaut und das Lehen 1319 von Konrad von Weinsberg an die Kurpfalz übergeben. Bis zum Ausbruch des Dreißigjährigen Kriegs 1618 ging das Lehen Schwarzach unter anderem an die Landschad von Steinach, die Herren von Handschuhsheim und die Herren von Helmstatt. Die Burg kam in einen schlechten Zustand. 1634 wurde in ihr ein Amtskeller errichtet, die Anlage aber nicht instand gehalten.
1780 und 1800 wurde die Burg umgebaut und das heutige Herrenhaus errichtet. Die Burg kam in badischen Besitz und wird bis heute als staatliches Forsthaus genutzt.

## Anlage
Das Herrenhaus ist ein einfacher über eine steinerne Brücke erreichbarer zweistöckiger Putzbau mit Giebel. Von der alten Burganlage zeigen sich noch der Rest eines Eckturms, ein auf Kragsteine gestelltes Wehrtürmchen, Mauern und Nebengebäude am Herrenhaus sowie Wassergräben.